# تعويض المخاطر
تعويض المخاطر نظرية تقترح أن الناس عادة ما يعدلون سلوكهم استجابة لمستوى الخطر المدرك، ويصبحون أكثر حذرا حيث يشعرون بمخاطر أكبر وأقل حذرا إذا شعروا بمزيد من الحماية. على الرغم من أنها عادة ما تكون صغيرة مقارنة بالفوائد الأساسية لتدخلات السلامة، إلا أنها قد تؤدي إلى فائدة صافية أقل من المتوقع.
على سبيل المثال، لوحظ أن سائقي السيارات قادوا السيارة بشكل أسرع عند ارتداء أحزمة الأمان وأقرب إلى السيارة في المقدمة عندما كانت المركبات مزودة بفرامل مانعة للانغلاق. هناك أيضًا أدلة على أن ظاهرة تعويض المخاطر يمكن أن تفسر فشل برامج توزيع الواقي الذكري، في عكس انتشار فيروس نقص المناعة البشرية وأن الواقي الذكري قد يشجع على التخلص من المرض، حيث يشارك الأشخاص في ممارسة الجنس الخطر مع الواقي الذكري أو بدونه. 
على النقيض من ذلك، تعد المساحة المشتركة طريقة تصميم للطرق السريعة تهدف بوعي إلى زيادة مستوى الخطر وعدم اليقين المدركين، وبالتالي إبطاء حركة المرور وتقليل عدد الإصابات وخطورتها. 

## نظرة عامة
يرتبط تعويض المخاطر بالمصطلح السلوكي الأوسع الذي يشمل جميع التغييرات السلوكية استجابة لتدابير السلامة، سواء كانت تعويضية أم لا. ومع ذلك، نظرًا لأن الباحثين مهتمون في المقام الأول بالسلوك التكيفي التعويضي أو السلبي، فإن المصطلحات تُستخدم أحيانًا بالتبادل. ظهرت النسخة الأحدث من أبحاث سلامة الطرق بعد ادعاء أن العديد من التدخلات فشلت في تحقيق المستوى المتوقع من الفوائد ولكن تم التحقيق فيها منذ ذلك الحين في العديد من المجالات الأخرى. 

### تأثير بلتزمان
يُشار أحيانًا إلى تقليل الفائدة المتوقعة من اللوائح التي تهدف إلى زيادة الأمان باسم تأثير بلتزمان تقديراً لسام بلتزمان، أستاذ الاقتصاد في كلية الأعمال بجامعة شيكاغو بوث، الذي نشر «آثار تنظيم سلامة السيارات» في مجلة الاقتصاد السياسي في عام 1975 حيث اقترح بشكل مثير للجدل أن «التعويضات (بسبب تعويض المخاطر) كاملة تقريبًا، بحيث لم يقلل التنظيم من وفيات الطرق السريعة». ادعى بيلتزمان أنه نشأ هذه النظرية في السبعينيات ولكن تم استخدامها لمعارضة متطلبات معدات السلامة في القطارات في القرن التاسع عشر (Adams 1879) . وجدت إعادة تحليل لبياناته الأصلية العديد من الأخطاء وفشل نموذجه في التنبؤ بمعدلات الوفيات قبل التنظيم (Robertson 1977) . وفقا لبيلتزمان، كان التنظيم في أحسن الأحوال عديم الفائدة، في أسوأ الأحوال يأتي بنتائج عكسية. وجد بلتزمان أن مستوى تعويض المخاطر استجابة للوائح سلامة الطرق السريعة كان كاملاً في الدراسة الأصلية. لكن «نظرية بلتزمان لا تتوقع حجم السلوك التعويضي للمخاطر». وقد وجد عمل تجريبي إضافي كبير أن التأثير موجود في العديد من السياقات ولكن بشكل عام يعوض أقل من نصف التأثير المباشر. في الولايات المتحدة، انخفضت وفيات السيارات لكل السكان بأكثر من النصف منذ بداية التنظيم في الستينيات حتى 2012. شكلت معايير سلامة السيارة معظم الانخفاض المعزز بقوانين استخدام حزام الأمان، والتغييرات في الحد الأدنى لسن الشرب، وانخفاض في قيادة المراهقين (Robertson 2015) . 
يمكن أن يؤدي تأثير Peltzman أيضًا إلى تأثير إعادة التوزيع حيث تشعر أطراف بريئة بشكل متزايد بآثار السلوك الخطر (انظر الخطر الأخلاقي). على سبيل المثال، إذا كان السائق الذي يتحمل المخاطر يستجيب لتدخلات سلامة السائق، مثل أحزمة المقاعد الإجبارية، ومناطق الانهيار، و ABS وما إلى ذلك من خلال القيادة بشكل أسرع مع القليل من الاهتمام، فقد يؤدي ذلك إلى زيادة الإصابات والوفيات للمشاة. 

### استتباب المخاطر
توازن المخاطر هو فرضية مثيرة للجدل، تم اقتراحها في عام 1982 من قبل جيرالد جيه إس وايلد، الأستاذ في جامعة كوينز في كندا، والتي تشير إلى أن الناس يضاعفون مصلحتهم إلى أقصى حد من خلال مقارنة التكاليف والفوائد المتوقعة لسلوك أكثر أمانًا وخطورة والذي قدم فكرة المستوى المستهدف للمخاطر . اقترح أربعة مكونات لحسابات الشخص المتعلقة بالمخاطر: 
- الفوائد المتوقعة للسلوك المحفوف بالمخاطر (على سبيل المثال، كسب الوقت بالسرعة، ومكافحة الملل، وزيادة الحركة)
- التكاليف المتوقعة للسلوك المحفوف بالمخاطر (مثل تذاكر السرعة، وإصلاح السيارات، والرسوم الإضافية للتأمين)
- الفوائد المتوقعة للسلوك الآمن (على سبيل المثال، خصومات التأمين لفترات خالية من الحوادث، وتعزيز سمعة المسؤولية)
- التكاليف المتوقعة للسلوك الآمن (على سبيل المثال، استخدام حزام الأمان غير المريح، ويطلق عليه الأقران جبان، وفقدان الوقت)

أشار وايلد إلى أنه عندما تغيرت السويد من القيادة على اليسار إلى القيادة على اليمين في عام 1967، أعقب ذلك انخفاض ملحوظ في معدل إماتة المرور لمدة 18 شهرًا، وبعد ذلك عاد الاتجاه إلى قيمه السابقة. وأشار إلى أن السائقين استجابوا لزيادة الخطر المتصورة من خلال اتخاذ المزيد من الرعاية، فقط للعودة إلى العادات السابقة عندما أصبحوا معتادين على النظام الجديد. شوهد نمط مماثل بعد تحول أيسلندا من القيادة من اليسار إلى اليمين. 
في دراسة أجريت في ميونيخ، تم تجهيز جزء من أسطول سيارات الأجرة بفرامل مانعة للانغلاق (ABS)، في حين أن الباقي لديه أنظمة فرامل تقليدية. من نواح أخرى، كان نوعا السيارات متطابقين. كانت معدلات الاصطدام، التي تمت دراستها على مدى ثلاث سنوات، أعلى قليلاً بالنسبة للكبائن ذات نظام ABS ، وخلص وايلد إلى أن سائقي الكبائن المجهزة بنظام ABS قد خاطروا أكثر، على افتراض أن نظام ABS سيعتني بهم؛ قيل أن السائقين الذين لا يستخدمون نظام ABS يحرصون على القيادة بحذر أكبر لأنهم لا يستطيعون الاعتماد على نظام ABS في موقف خطير.   
فكرة الاستتباب للخطر هي محل نزاع. ادعى أحد المؤلفين أنه تلقى «القليل من الدعم»، اقترح آخر أنه «يحظى بقدر من المصداقية مثل فرضية الأرض المسطحة»، وأشار ثالث إلى أن الاقتراح أثار اهتمامًا إعلاميًا كبيرًا: «ماذا أضرم الجدل، بدلاً من البنزين على اللهب، كان الاقتراح في عام 1982 أن مستخدمي الطريق لم يتكيفوا فقط مع تصورات المخاطر المتغيرة من خلال السلوك التعويضي، ولكن العملية كانت متجانسة، مما أدى إلى تحقيق توازن عام في النتائج المتعلقة بالسلامة». وزعم آخرون أن إحصائيات الوفيات على الطرق، التي انخفضت بشكل كبير منذ إدخال تدابير السلامة، لا تدعم النظرية. 

## أمثلة

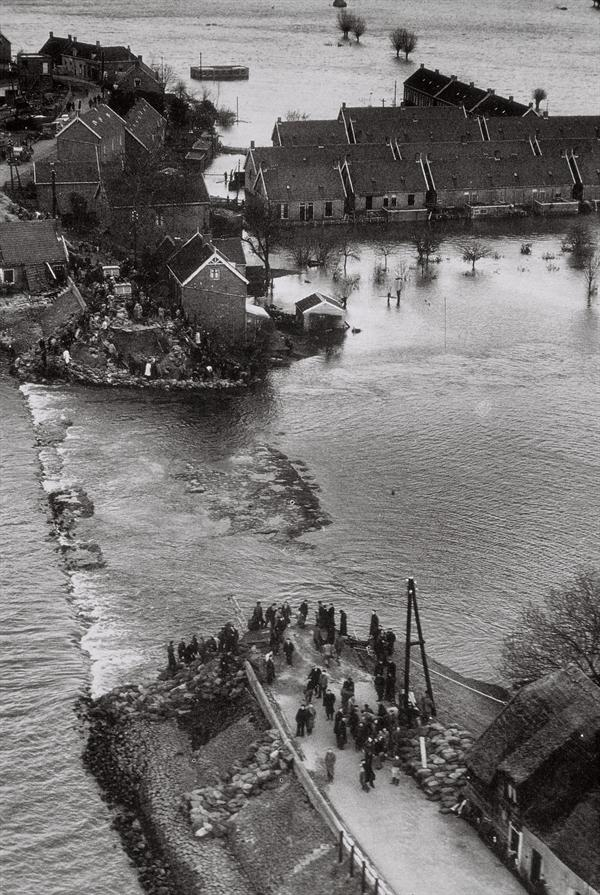
خرق دايك في بابندريخت، جنوب هولندا، نتيجة لكارثة فيضان عام 1953

### النقل على الطرق

#### الفرامل المضادة للقفل
تم تصميم أنظمة المكابح المانعة للانغلاق لزيادة سلامة السيارة من خلال السماح للسيارة بالتوجيه أثناء الكبح 
يظهر عدد من الدراسات أن سائقي المركبات التي تحتوي على ABS تميل إلى القيادة بشكل أسرع، وتتبعها أقرب والفرامل في وقت لاحق، وهو ما يمثل فشل نظام ABS في تحقيق أي تحسن يمكن قياسه في السلامة على الطرق. تم إجراء الدراسات في كندا والدنمارك وألمانيا. تدعم دراسة بقيادة فريد مانرينج، أستاذ الهندسة المدنية في جامعة جنوب فلوريدا، تعويض المخاطر، واصفة إياها بـ «فرضية التعويض». أشارت دراسة لحوادث التصادم التي تنطوي على سيارات أجرة في ميونيخ ، والتي تم تجهيز نصفها بفرامل مانعة للانغلاق، إلى أن معدل التصادم كان هو نفسه إلى حد كبير لكلا النوعين من الكابينة، وخلصت إلى أن هذا يرجع إلى أن سائقي سيارات الأجرة المجهزة بنظام ABS قد خاطروا أكثر. 
ومع ذلك، أصدر معهد التأمين للسلامة على الطرق السريعة دراسة في عام 2010 وجدت أن الدراجات النارية مع ABS بنسبة 37 ٪ أقل عرضة للتورط في حادث مميت من النماذج التي لا تحتوي على ABS. وجدت دراسة أجريت عام 2004 أن ABS يقلل من خطر حوادث الاصطدام بعدة مركبات بنسبة 18 في المائة، ولكنه زاد من خطر حوادث الاصطدام على الطرق الوعرة بنسبة 35 في المائة. 

#### أحزمة المقاعد
خلصت دراسة بحثية أجريت عام 1994 على الأشخاص الذين كانوا يرتدون أحزمة الأمان ولا يرتدونها عادة إلى أن السائقين يقودون بشكل أسرع وأقل دقة عند ربطهم. 
تمت ملاحظة العديد من سلوكيات القيادة المهمة على الطريق قبل وبعد تطبيق قانون استخدام الحزام في نيوفاوندلاند، وفي نوفا سكوشا خلال نفس الفترة بدون قانون. زاد استخدام الحزام من 16 في المائة إلى 77 في المائة في نيوفاوندلاند وظل دون تغيير تقريبًا في نوفا سكوشيا. تم قياس أربعة سلوكيات للسائق (السرعة، والتوقف عند التقاطعات عندما كان ضوء التحكم كهرماني، والاستدارة يسارًا أمام حركة المرور القادمة، والثغرات في المسافة التالية) في مواقع مختلفة قبل وبعد القانون. كانت التغييرات في هذه السلوكيات في نيوفاوندلاند مماثلة لتلك الموجودة في نوفا سكوتيا، باستثناء أن السائقين في نيوفاوندلاند قادوا السيارة بشكل أبطأ على الطرق السريعة بعد القانون، على عكس نظرية تعويض المخاطر (Lund & Zador 1984) . 
في بريطانيا في عام 1981 في وقت كانت الحكومة تفكر في إدخال تشريع حزام المقعد، اقترح جون آدمز من جامعة يونيفيرسيتي كوليدج لندن، أنه لا يوجد دليل مقنع على وجود علاقة بين تشريعات حزام المقعد وإصابات التخفيضات والوفيات على أساس مقارنة بين الدول بقوانين حزام الأمان أو بدونها. وأشار أيضًا إلى أن بعض الإصابات قد نزحت من سائقي السيارات إلى المشاة ومستخدمي الطرق الآخرين. وردد «تقرير الجزر» هذه المخاوف. جادل آدامز في وقت لاحق بأن الانخفاض في الوفيات التي أعقبت إدخال التشريع لا يمكن أن يعزى بثقة إلى استخدام حزام الأمان بسبب الإدخال المتزامن لاختبار التنفس للقيادة تحت تأثير الكحول. 
ومع ذلك، خلصت دراسة أجريت في عام 2007 بناءً على بيانات من نظام الإبلاغ عن تحليل الوفيات (FARS) التابع للإدارة الوطنية لسلامة المرور على الطرق السريعة إلى أنه بين عامي 1985 و 2002 كانت هناك «انخفاضات كبيرة في معدلات الوفيات للركاب وراكبي الدراجات النارية بعد تطبيق قوانين استخدام الحزام»، وأن «معدل استخدام حزام الأمان مرتبط بشكل كبير بانخفاض معدلات الوفيات لجميع النماذج، والمشاة، وجميع غير المقيمين حتى عند التحكم في وجود سياسات سلامة حركة المرور الأخرى ومجموعة متنوعة من العوامل الديموغرافية». لم تجد دراسة أمريكية شاملة عام 2003 «أي دليل على أن استخدام حزام الأمان الأعلى له تأثير كبير على سلوك القيادة.» وأظهرت نتائجهم أن «قوانين حزام الأمان الإلزامية بشكل عام تقلل بشكل لا لبس فيه من الوفيات المرورية». 

#### التغيير السويدي للقيادة على اليمين
في السويد، بعد التغيير من القيادة على اليسار إلى القيادة على اليمين في عام 1967، كان هناك انخفاض في الحوادث والوفيات، والتي ارتبطت بزيادة المخاطر الظاهرة. انخفض عدد مطالبات التأمين على السيارات بنسبة 40 ٪ ، وعاد إلى طبيعته على مدى الأسابيع الستة المقبلة. واستغرقت مستويات القتلى عامين للعودة إلى وضعها الطبيعي. 

#### حدود السرعة
يلعب التحكم في سرعات المرور باستخدام حدود السرعة المفروضة بشكل فعال وطرق تهدئة المرور الأخرى دورًا مهمًا في الحد من الإصابات الناجمة عن حركة المرور على الطرق؛ تغيير حد السرعة بمفرده دون تطبيق إجراءات التهدئة أو تهدئة حركة المرور. 
وجدت دراسة أجريت عام 1994 لاختبار نظرية التوازن في المخاطر، باستخدام محاكي القيادة، أن زيادة حدود السرعة المنشورة وتقليل غرامات السرعة قد زادت بشكل كبير سرعة القيادة ولكنها لم تسفر عن أي تغيير في تردد الحوادث. كما أظهرت أن زيادة تكلفة الحوادث تسببت في حدوث انخفاضات كبيرة وكبيرة في تواتر الحوادث ولكن لم يحدث تغيير في اختيار السرعة. تشير النتائج إلى أن تنظيم سلوكيات محفوفة بالمخاطر معينة مثل اختيار السرعة قد يكون لها تأثير ضئيل على معدلات الحوادث. 

#### خوذات الدراجات
لم يثبت أن الحملات والتشريعات التي تشجع على ارتداء الخوذات الواقية تقلل من الإصابات الكبيرة في الرأس، و «هناك أدلة تشير إلى أن بعض راكبي الدراجات يركضون بحذر أقل عندما يرتدون الخوذات لأنهم يشعرون بمزيد من الحماية». في إحدى الدراسات التجريبية، اعتاد البالغون على ارتداء الخوذات التي يتم تدويرها بشكل أبطأ بدون خوذة، ولكن لم يتم العثور على فرق في سرعة ركوب الخوذات وغير الخوذة لراكبي الدراجات الذين لا يرتدون عادة الخوذات. وجدت دراسة إسبانية عن حوادث المرور بين عامي 1990 و 1999 عدم وجود دليل قوي على تعويض المخاطر في مرتدي الخوذات لكنها خلصت إلى أنه «لا يمكن استبعاد هذا الاحتمال». 
قد يغير سائقو السيارات أيضًا سلوكهم تجاه راكبي الدراجات الخوذات. وجدت إحدى الدراسات التي قام بها ووكر في إنجلترا أن 2500 مركبة اجتازت راكب دراجة خوذة مع إزالة أقل بشكل ملحوظ (8.5   سم) من ذلك الممنوح لنفس الدراج غير المغطى (من متوسط مسافة مرور إجمالية تبلغ 1.2 إلى 1.3 متر). تمت إعادة تحليل أهمية هذه الاختلافات من قبل أوليفييه، الذي جادل بأن التأثير على السلامة لم يكن مهمًا لأن مسافات المرور كانت أكثر من متر واحد، ومرة أخرى من قبل ووكر، الذين اختلفوا مع استنتاج أوليفييه. 
في عام 1988، أعاد رودجرز تحليل البيانات التي يفترض أنها أظهرت خوذات فعالة ووجدت أخطاء في البيانات ونقاط ضعف منهجية. وخلص إلى أن البيانات أظهرت في الواقع أن «الوفيات المرتبطة بالدراجات ترتبط بشكل إيجابي وملحوظ بزيادة استخدام الخوذة» وذكر تعويض المخاطر باعتباره أحد التفسيرات المحتملة لهذا الارتباط. 

### رياضة

#### خوذات التزلج
تشير الدراسات الحديثة إلى أن المتزلجين الذين يرتدون الخوذات يذهبون أسرع في المتوسط من المتزلجين غير ذوي الخوذات، وأن مؤشر الخطر العام أعلى في المتزلجين الذين يرتدون الخوذات من المتزلجين غير الخوذات. علاوة على ذلك، في حين أن الخوذ قد تساعد في منع حدوث إصابات طفيفة في الرأس، إلا أن زيادة استخدام الخوذ لم يقلل من معدل الوفيات الإجمالي. 
خلصت دراسات حديثة أخرى إلى أن استخدام الخوذة لا يرتبط بالسلوك الأكثر خطورة بين المتزلجين والمتزلجين على الجليد، وأن استخدام الخوذة يقلل من خطر وشدة إصابات الرأس. 

#### خوذات كرة القدم
وجد بعض الباحثين النتيجة المعاكسة للحدس وهي أن ارتداء الخوذات في كرة القدم الشبكية يزيد بالفعل من فرصة الإصابة، وبالتالي ينصحون اللاعبين بالتدرب من حين لآخر بدون خوذات. عندما تم إدخال القذائف الصلبة لأول مرة، زاد عدد إصابات الرأس لأن اللاعبين لديهم شعور زائف بالأمان وقاموا بمعالجة أكثر خطورة. 

#### القفز بالمظلات
تقول قاعدة بوث رقم 2، التي غالبًا ما تُنسب إلى رائد القفز بالمظلات بيل بوث، «تصبح معدات القفز بالمظلات الأكثر أمانًا، كلما زادت الفرص التي سيواجهها لاعبو القفز بالمظلات، من أجل الحفاظ على معدل الوفيات القاتل». على الرغم من أن معدات القفز بالمظلات قد حققت قفزات هائلة إلى الأمام من حيث الموثوقية، بما في ذلك إدخال أجهزة السلامة مثل جهاز التنشيط التلقائي، فقد ظل معدل الوفيات قاتلًا تقريبًا عند تعديله مع العدد المتزايد من المشاركين. يمكن أن يعزى ذلك إلى حد كبير إلى زيادة شعبية المظلات عالية الأداء، والتي تطير بشكل أسرع بكثير من المظلات التقليدية. يُعزى عدد أكبر من قتلى الهبوط في السنوات الأخيرة إلى مناورات عالية السرعة قريبة من الأرض.